# مؤسسة حمية البحر الأبيض المتوسط الغذائية
مؤسسة حمية البحر الأبيض المتوسط الغذائية هي منظمة غير ربحية في برشلونة، وتهدف إلى تعزيز حمية البحر الأبيض المتوسط الغذائية وفحصها و نشرها.

## الأهداف
تُعتبر مهمتها تعزيز التحقيق في الجوانب الصحية والتاريخية والثقافية وتذوق الطعام في منطقة البحر الأبيض المتوسط. إن أهداف المؤسسة الأخرى نشر نتائج علمية حول الحمية الغذائية وتعزيز استخدامه الصحي بين المجموعات السكانية المختلفة.

## التاريخ
أرادت مجموعة من الشركات من قطاع الأغذية والزراعة تنبيه عامة الناس إلى مخاطر التخلي عن أنماط الأكل الصحي، خاصة الأطفال. قرروا إنشاء جمعية لتطوير حمية البحر الأبيض المتوسط الغذائية في عام 1995، من أجل مهمة تشجيع استهلاك منتجات البحر الأبيض المتوسط التقليدية.
قامت (أددم) ADDM)) بإنشاء المؤسسة في عام 1996 بالاشتراك مع مؤسسات أخرى مثل مجلس مدينة برشلونة.
سُجلت مؤسسة حمية البحر الأبيض المتوسط الغذائية بمشاركة وزارة الزراعة والأغذية والبيئة الإسبانية، برقم السجل 6/2006.

## ملاك الموظفين
يضُم فريق مؤسسة حمية البحر الأبيض المتوسط الغذائية؛ لويس سيرا ماخيم، الرئيس، وفرانسيسكو سينسات أليماني، نائب الرئيس، وجوان كاستليز غوميس، المدير، وآنا باخ، وبلانكا رومان، منسقي العلوم، وإزابيل برتوميو، أخصائية غذائية.
تقع الأمانة العلمية العامة التابعة لمؤسسة حمية البحر الأبيض المتوسط الغذائية في بارك ساينتفيك في برشلونة وهي حديقة علوم تضم مجموعات بحثية مختلفة ومنظمات سواء مستقلة عن جامعة برشلونة أو تابعة لها.

## اللجنة العلمية
تتكون اللجنة العلمية من 23 محققًا معترف به دوليًا من 12 بلد من البحر المتوسط وغير من البحر المتوسط. تقدم نصائح لمؤسسة بالأمور العلمية ويرأسها رئيس المؤسسة، لويس سيرا ماخم، أستاذ الطب الوقائي والصحة العامة في جامعة لاس بالماس في كناريا الكبرى.

## الأنشطة
شاركت موئسسة حمية البحر الأبيض المتوسط الغذائية في مجموعة متنوعة من الأنشطة، بما فيها:-
- نشر نتائج البحوث من خلال المؤتمرات التي تعقد كل سنتين في واحد من أكبر المعارض الغذائية الدولية، أليمينترا. في المؤتمر الأول 1996، وقع كلاً من: منظمة الأغذية والزراعة، ووزارة الزراعة الإسبانية، والأسماك والأغذية، ومجلس مدينة برشلونة، ومؤسسة حمية البحر الأبيض المتوسط الغذائية على إعلان برشلونة بحمية البحر الأبيض المتوسط الغذائية.[5]
- إنشاء جائزة جراند كوفيان في عام 1996، بهدف الاعتراف بالمهنيين الذين ساهموا في دراسة الفوائد الصحية لحمية البحر الأبيض المتوسط الغذائية.[6]
- منح الدبلومات الفخرية منذ عام 2002 اعترافًا بالأفراد الذين تفوقوا في المجال الثقافي والاجتماعي مع مساهمتهم في تعزيز ثقافة البحر الأبيض المتوسط. تُمنح هذه الشهادات في نفس الاحتفال الذي تُمنَح به جائزة جراند كوفيان، في كل مؤتمرالذي ينعقد كل سنتين. من بين الأشخاص المعترف بهم بتلك الطريقة حتى الآن: فيران أدريا، وجورج موستاكي، و خوان مانويل صيراط، وبيغاس لونا، وخوان أنطونيو كوربالان.[7]
- تطوير دورات التعليم عن بعد التي تشمل تاريخ التغذية، وفن الطهي والتذوق ومختلف الجوانب الأخرى من حمية البحر الأبيض المتوسط الغذائية.
- نشر الكتب حول حمية البحر الأبيض المتوسط الغذائية الموجه للمهنيين بالإضافة إلى عامة الناس.
- إقامة تعاون مؤسساتي بهدف تعزيز المبادرات التعليمية حول حمية البحر الأبيض المتوسط الغذائية.
- الشراكة مع برنامج فوود (FOOD)، والتي تسعى للتأثير على مكان العمل، وتهدف لمكافحة السمنة في قناة العرض والطلب بشكل محدد.[4]
- إقامة حلقات عمل لحمية البحر الأبيض المتوسط الغذائية للمدارس.
- إنشاء أتوبيس حمية البحر الموسط الغذائية في بلنسية وكاتالونيا لخلق الوعي للأطفال وتثقيفهم حول فوائد استهلاك حمية البحر الأبيض المتوسط الغذائية.
- إنشاء مرصد حمية البحر الأبيض المتوسط الغذائية بالتعاون مع مجلس مدينة برشلونة.[8]
- المشاركة في تحديث هرم حمية البحر الأبيض المتوسط الغذائية.[9][10][11]